# Sniježnica
A Sniježnica (másképpen Sniježnica Konavoska, vagy dubrovačka Sniježnica) egy hegység Horvátországban, Dalmácia területén. A Dinári-hegység része. 

## Fekvése
A Sniježica a Dinári-hegység legdélebbi hegyvonulata Horvátországban. Horvátország déli részén, Konavlében található Kuna Konavoska település felett. A hegység az Adriával párhuzamosan, északnyugat-délkeleti irányban 52 km hosszan húzódik a dubrovniki partvidék és a Hercegovina hátterében fekvő Popovo polje között. A hegység nyugati határa a Žaba-hegység felé a Neretva torkolatánál az Orahov Do – Ravno mély völgye Slano felett, míg a keleti határ a jóval magasabb Orjen-hegység felé a Jablan Do – Grab nyereg (839 m) Konavle felett, a dalmát-hercegovinai-montenegrói határon.

## Nevének eredete
A mai Sniježnica Epidaurus (Cavtat) ősi városa feletti hegygerincét régen a latin „Mons Cadmeus” (ógörög neve „Kadmeos Oros”) néven ismerték. A mai Sniježnica nevet azért kapta, mert télen gyakran hó (horvátul „snijeg”) borítja.

## Éghajlata
A hegység éghajlata alapvetően mediterrán, kontinentális hatásokkal. A tengeri hatásokat a magasabb hőmérséklet, az alacsony hőmérsékleti ingadozások, a valamivel nagyobb csapadékmennyiség és a tavasznál csapadékosabb ősz, valamint a tenger felől fújó szél túlsúlya tükrözi. A kontinentális hatások gyengék, főként a hátország időnkénti hideg szélbetöréseinek köszönhetően. Ez különösen hangsúlyos a magasabb részeken. Az éghajlat legfőbb jellemzője a kellemes vagy csak kissé párás nyár, valamint a kissé hűvös tél. A júliusi átlaghőmérséklet 24,6 ° C, míg a januári átlaghőmérséklet 9,0 ° C. Az átlagos csapadék, mely leggyakrabban eső formájában hullik le 1484 mm. A legesősebb hónap a november és december. A csapadék egyenetlenül oszlik el, az év meleg felében kevés. Összesen 313 szeles nap van, melyek közül a leggyakoribb a déli szél, ezt követi a bóra és a misztrál.

## Leírása
A hegység középső és a nyugati része Dubrovnik felett a hercegovinai határ mentén egy hullámos alacsony gerinc tucatnyi, 800-900 méter magas csúccsal. Legmagasabb csúcsai délkeleten emelkednek a Konavle fölé: ezek a Sveti Ilija (főcsúcs, 1234 m-re Kuna Konavoska felett), keletebbre pedig a Velji vrh (1156 m), a Kosmać (1046 m) és a legkeletibb a Štedar (1165 m) a hercegovinai határ mentén.
A Sniježnica legmagasabb csúcsa a Sveti Ilija Kuna Konavoska felett található. Kunától a csúcsig az osztrák-magyar korszakból származó gyönyörű és jól kiépített aszfaltozott katonai út vezet. Van egy rövidebb út is, amely több helyen keresztezi ezt az utat. A Sveti Ilija egyben Dubrovnik-Neretva megye legmagasabb pontja. A csúcstól kissé keletre található a Szent Illés kápolna, mely a hegy faragott köveiből épült, és amelyről a csúcsot elnevezték. Ezen kívül egy elhagyott tégla laktanyaépület és egy kommunikációs adó található itt. A csúcsról szép kilátás nyílik a Konavle mezőre, a Čilipiben, Cavtatban található repülőtérre, a dubrovniki Elafiti-szigetcsoportra, Mljet, Korčula, Lastovo szigeteire és a Pelješac-félszigetre, továbbá a bosznia-hercegovinai magas hegyekre (Čvrsnica, Prenengora, Vas, Zel és mások) a montenegrói Durmitor, Orjen, Subra és Lovćen hegyvidékekre, délkeletre pedig Komovi és Prokletije irányába.
Bár hegység 1000 m feletti fő csúcsai Horvátországban vannak, a Sniježnica többi gerincei többnyire Dalmácia és Hercegovina természetes határát képezik, délkeleti folytatása pedig a szintén Konavle fölé emelkedő Bjelotina (fő csúcsa a Katunica, 1125 m), valamint az Orjen-hegység délnyugati ága. Sniježnica és a Bjelotina területének egy része, Horvátország, Montenegró, valamint Bosznia és Hercegovina határa mentén továbbra is aláaknázott, így megközelítése veszélyes

## Vizei
Az uralkodó kőzetek (mezozoikumi mészkő és dolomit), valamint a talaj karsztjellege miatt a hegységben a sok csapadék ellenére sincs jelentősebb vízfolyás.

## Növényvilág
Sniježnica lejtőit ritka mediterrán gyógynövények és növények, üröm, hanga, gyertyán (Ostrya carpinifolia), lucfenyő és macchia borítják. A Snježnicán is megtalálható a titokzatos mandragóra nevű növény, amelynek gyökere már régóta mágikus és gyógyító tulajdonságokkal bír. A déli alsó parti lejtőket macchia és foltokban borókafenyő borítja, amelyeket a közelmúltbeli háború óta tűzvészek sora pusztított el. A hegyi mélyedésekben és szurdokokban kisebb juharligetek (Acer obtusatum) találhatók. A Sniježnica legmagasabb keleti csúcsai körüli magas magyar tölgy (Quercus farnetto) erdei is részben leégtek, a legkeletibb csúcs, a Štedar a kevés horvátországi balkáni páncélfenyő (Pinus heldreichii) egyik élőhelye.

## Állatvilág
A Snježnica területén végzett kutatások során 8 hüllőfajt (közülük 7 veszélyeztetett Európában), 4 kétéltű-, 35 lepke- és 20 sáskafajt regisztráltak.